# Pachydactylus labialis
Pachydactylus labialis — вид геконоподібних ящірок родини геконових (Gekkonidae). Ендемік Південно-Африканської Республіки.

## Опис
Довжина Pachydactylus labialis (без врахування хвоста) становить 44 мм, довжина хвоста становить 38 мм. Верхня частина тіла сірувато-коричнева, поцяткована поперечними темними і світлими плямами. На хвоста темно-коричневі або чорнуваті смуги. Голова довжиною 10 мм і шириною 7,5 мм. Від нижньої частини очей до вух ідуть темні смуги, від кінчика морди до очей ідуть світлі смуги. Луски навколо рота темно-коричневі і кремово-білі, що надає роту смугастого вигляду.

## Поширення і екологія
Pachydactylus labialis мешкають на заході ПАР, від Церес-Кару на північ до Ріхтерсвельда. Вони живуть в сухих чагарникових заростях Сукулент-Кару, Нама-Кару і фінбошу, що ростуть на піщаних ґрунтах. Зустрічаються на висоті до 800 м над рівнем моря.